# Tivissa
Tivissa település Spanyolországban, Tarragona tartományban. Tivissa L'Ametlla de Mar, Vandellòs i l’Hospitalet de l’Infant, El Perelló, Garcia, Els Guiamets, Capçanes, Colldejou, Pratdip, Rasquera, Ginestar, Benissanet, Móra d’Ebre és Móra la Nova községekkel határos. Lakosainak száma 1632 fő (2024).

## Népesség
A település népessége az elmúlt években az alábbi módon változott:
| Lakosok száma | 915  | 4252 | 3592 | 2542 | 1815 | 1794 | 1815 | 1760 | 1602 | 1632 |
|               | 1717 | 1887 | 1936 | 1960 | 1986 | 2004 | 2009 | 2014 | 2019 | 2024 |